# Vukayla
Сара Вукајлов (6. март 2004), познатија као Vukayla (Вукејла), српска је певачица и кантауторка. Најпознатија је по учешћу на Песми за Евровизију '25 са песмом Mask.

## Приватан живот
Вукајлов је рођена 2004. у музичкој породици. Уписала је музичку школу у Београду са четири године, где је учила виолину, а у исто време учила је и певање са мајком, која је наставница класичног певања. После учешћа на „Диди чаролији” је кренула на часове класичног певања.

## Каријера

### Почеци
Први наступ имала је на аудицији као део такмичења „Дида чаролија” 2008. године. У финалу је са Јаном Татовић извела песму Маче.

### 2018—2024.
Песму Player of Mine, коју је написала недуго после двонедељног програма колеџа Беркли у Валенсији, пријавила је на такмичење „Unsigned Only” и 2019. године освојила грен-слем промоцију, споменуту у дигиталном часопису Music Connection. Њена ауторска песма, I Don’t Want You Anymore, је добила награду за најбољу оригиналну песму на такмичењу Open Mic UK 2020. Vukayla је студенткиња Музичког колеџа у Берклију. У марту 2022. године је објавила ЕП Mind Games. Први сингл под именом Vukayla, I Kill Men Like You, објавила је 18. јула 2024. године.

### Песма за Евровизију '25
Дана 10. децембра 2024. године је откривено да ће се Vukayla такмичити на Песми за Евровизију, српском националном финалу за Песму Евровизије 2025. са песмом Mask. Vukayla се такмичла у другом полуфиналу.  Освојила је треће место у финалу.

## Дискографија
ЕП-ови
- Mind Games (2022)

Синглови
| Назив                    | Година | Албум               |
| ------------------------ | ------ | ------------------- |
| Маче (са Јаном Татовић)  | 2008.  | Дида чаролија 2008. |
| I Don’t Want You Anymore | 2019.  | сингл без албума    |
| Take Me                  | 2020.  | сингл без албума    |
| I Kill Men Like You      | 2024.  | сингл без албума    |
| Physique                 | 2025.  | сингл без албума    |
| Mask                     | 2025.  | сингл без албума    |